# Berlini Állatkert
A Berlini Állatkert (Német nyelven: Zoologischer Garten Berlin) egy állatkert Németország fővárosában, Berlinben, Európa leglátogatottabb és a világ egyik leglátogatottabb állatkertje évi több mint 3 millió látogatóval. Nevét a közeli vasútállomás is viseli. 1844. augusztus 1-én nyílt meg. Társintézménye a Berlini Állatpark.

## Statisztikák
A 35 hektáros parkban 1112 gerinces faj kb. 20 ezer egyede él, a látogatók száma 2015-ben 3,33 millió fő volt.

## Képek

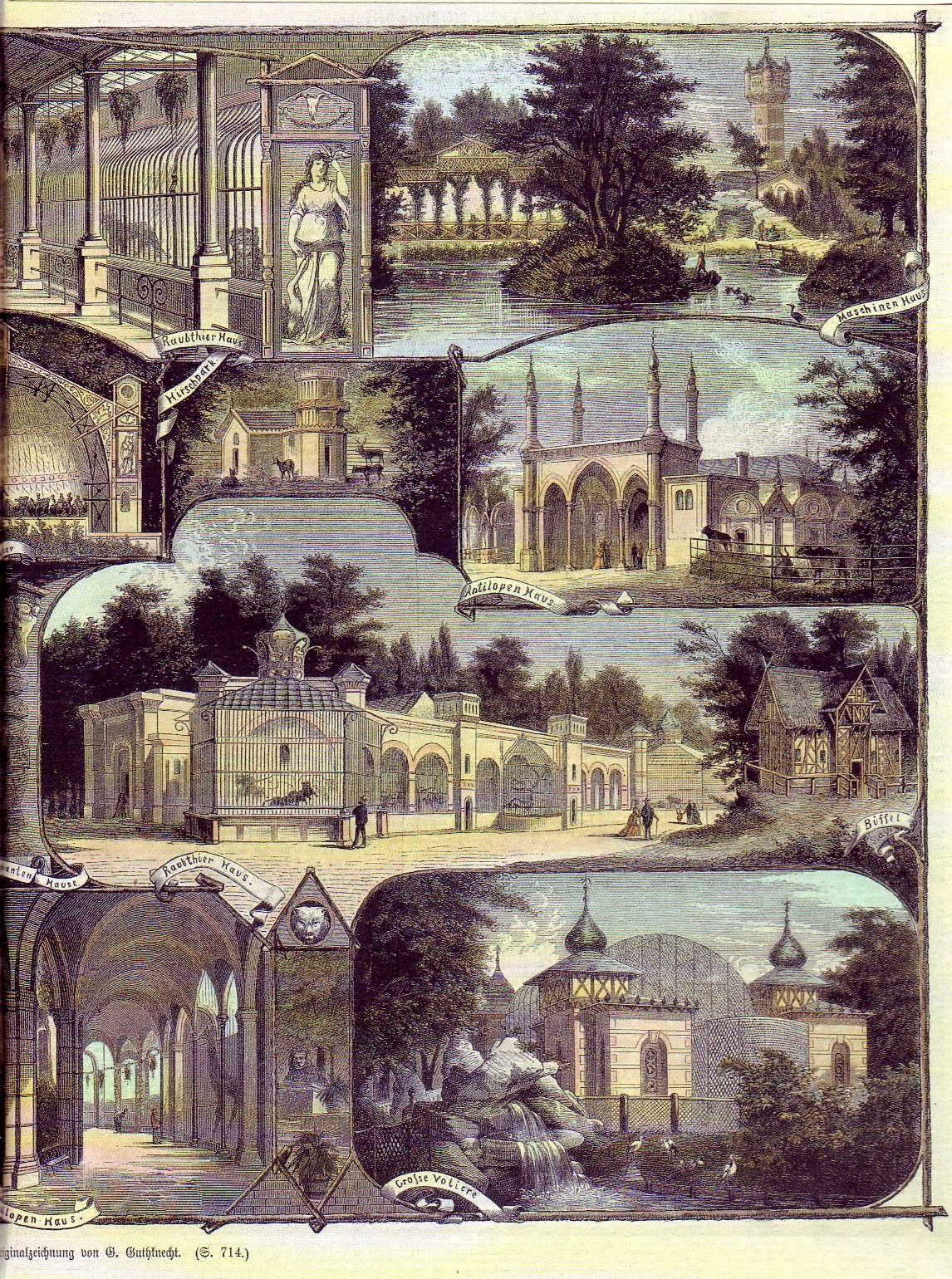
Az állatkert 1880-ban
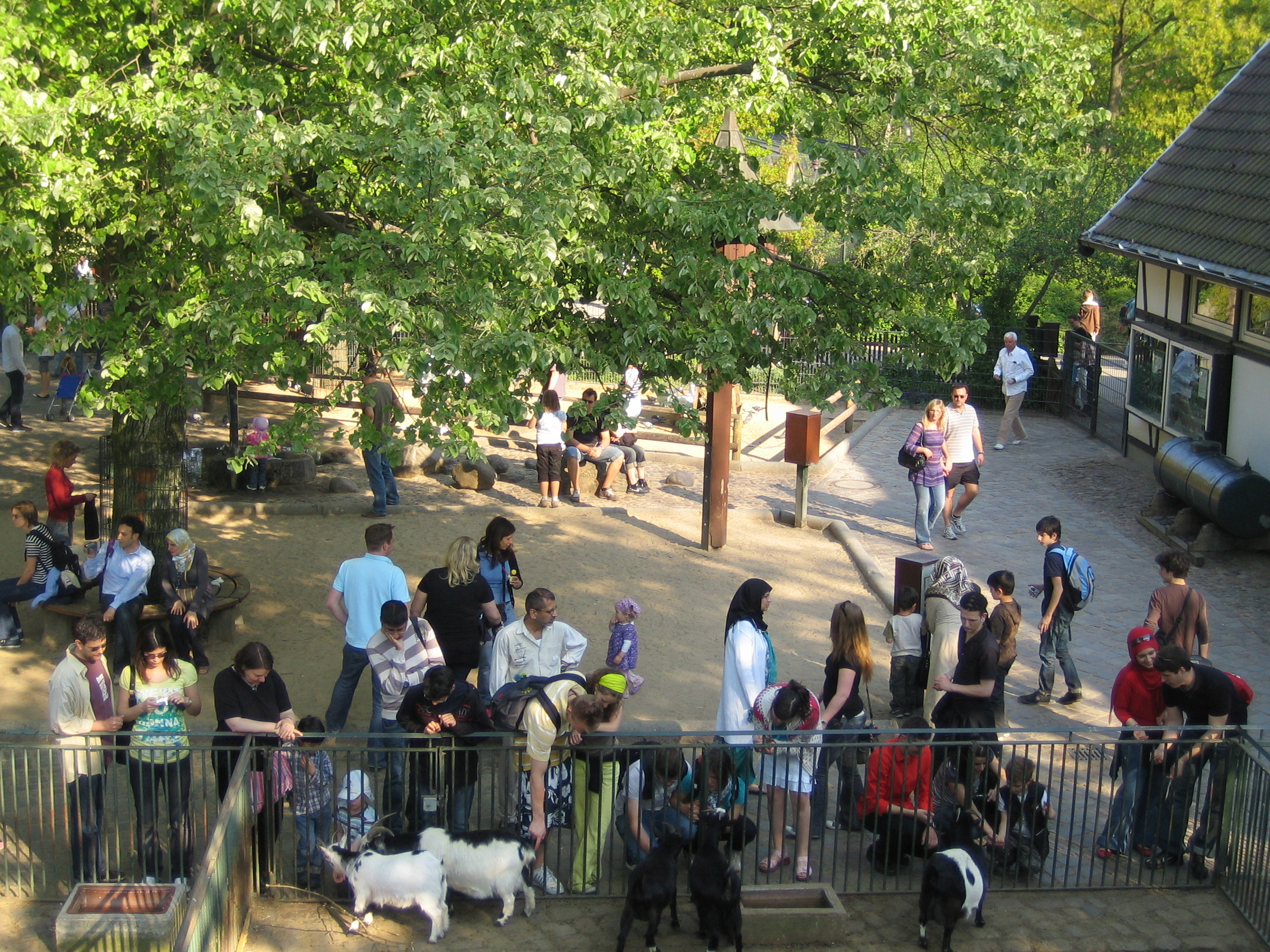
Az állatsimogató
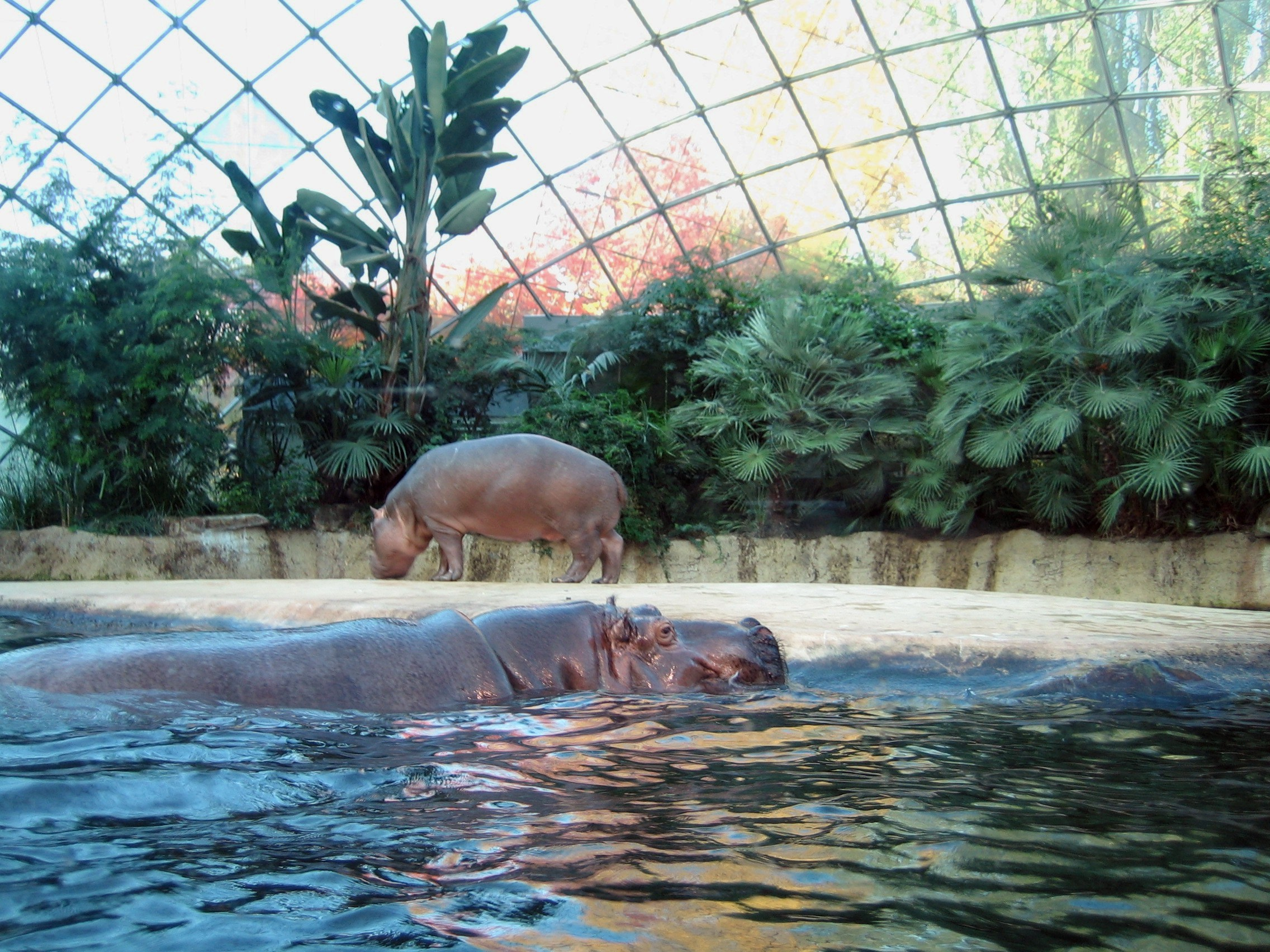
A víziállatok háza
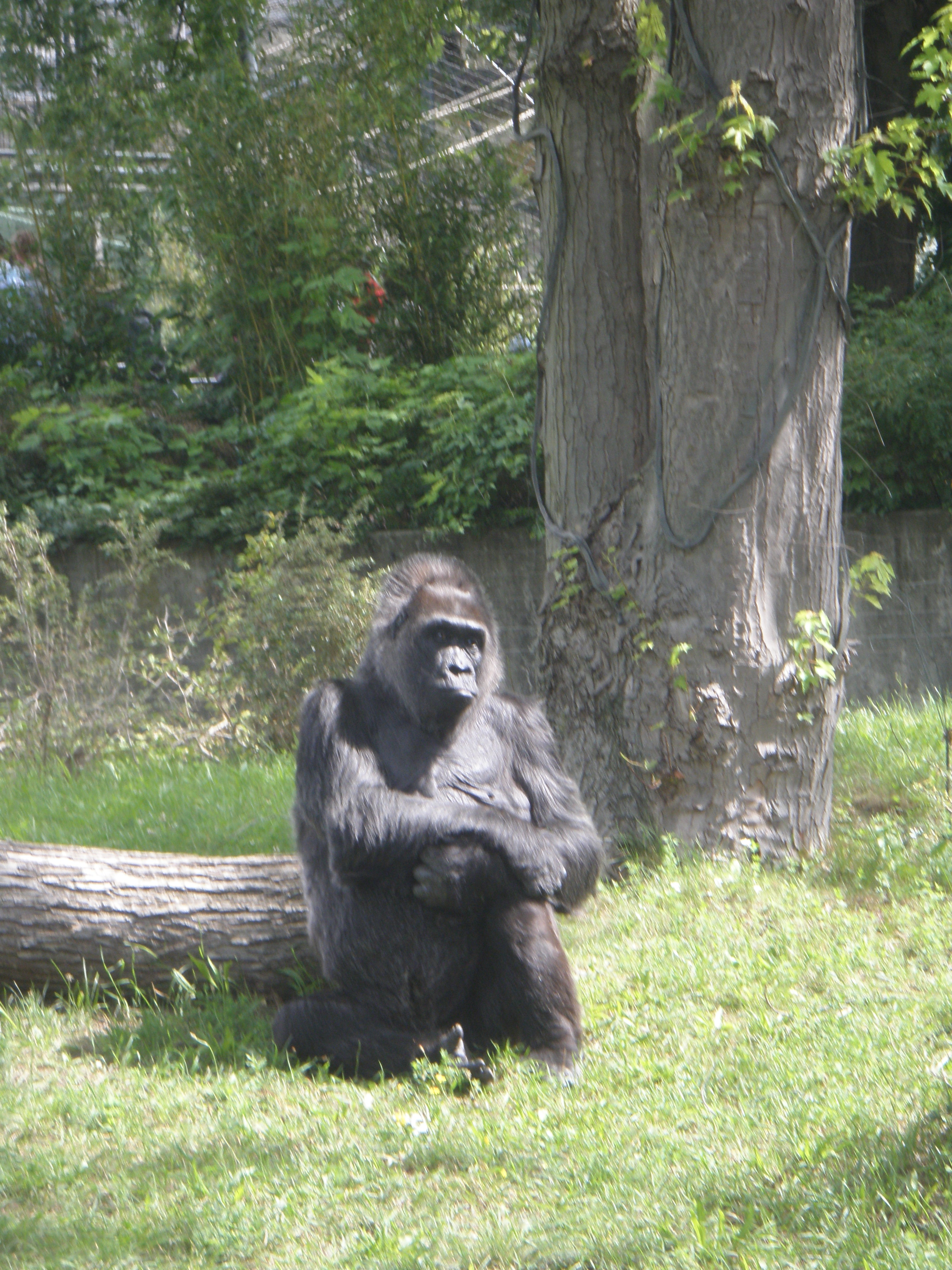
Gorilla
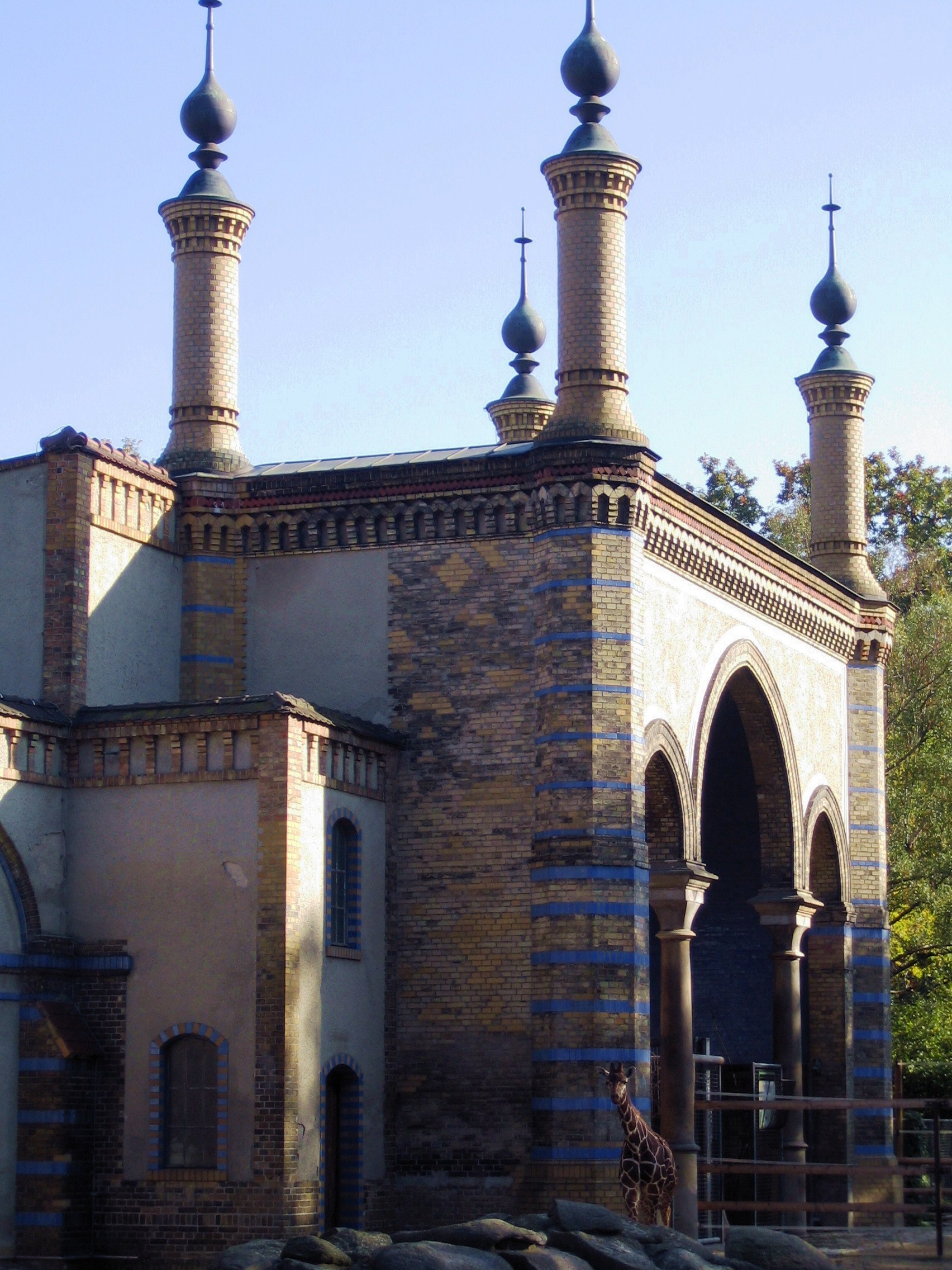
Az Antilopház
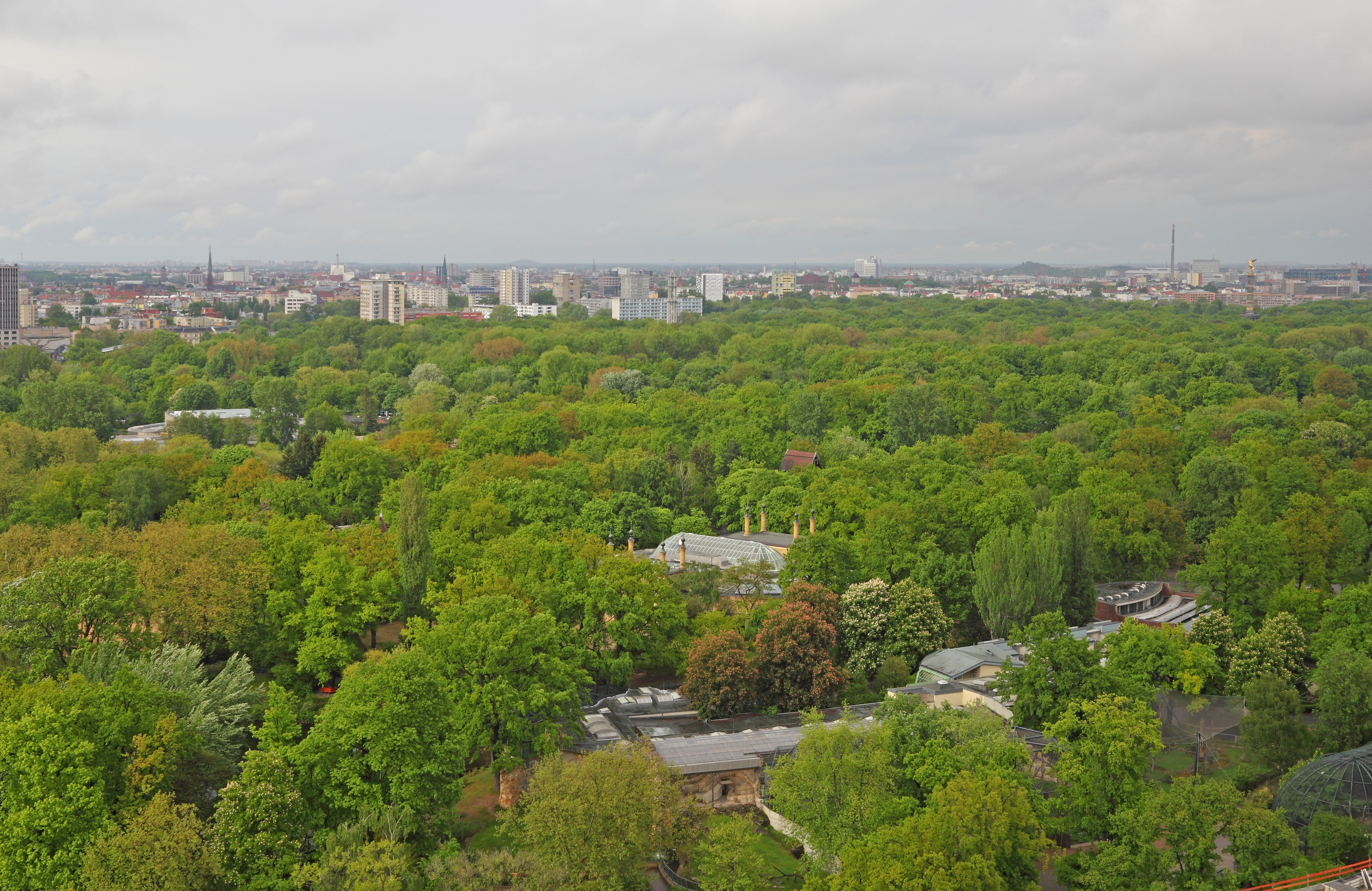
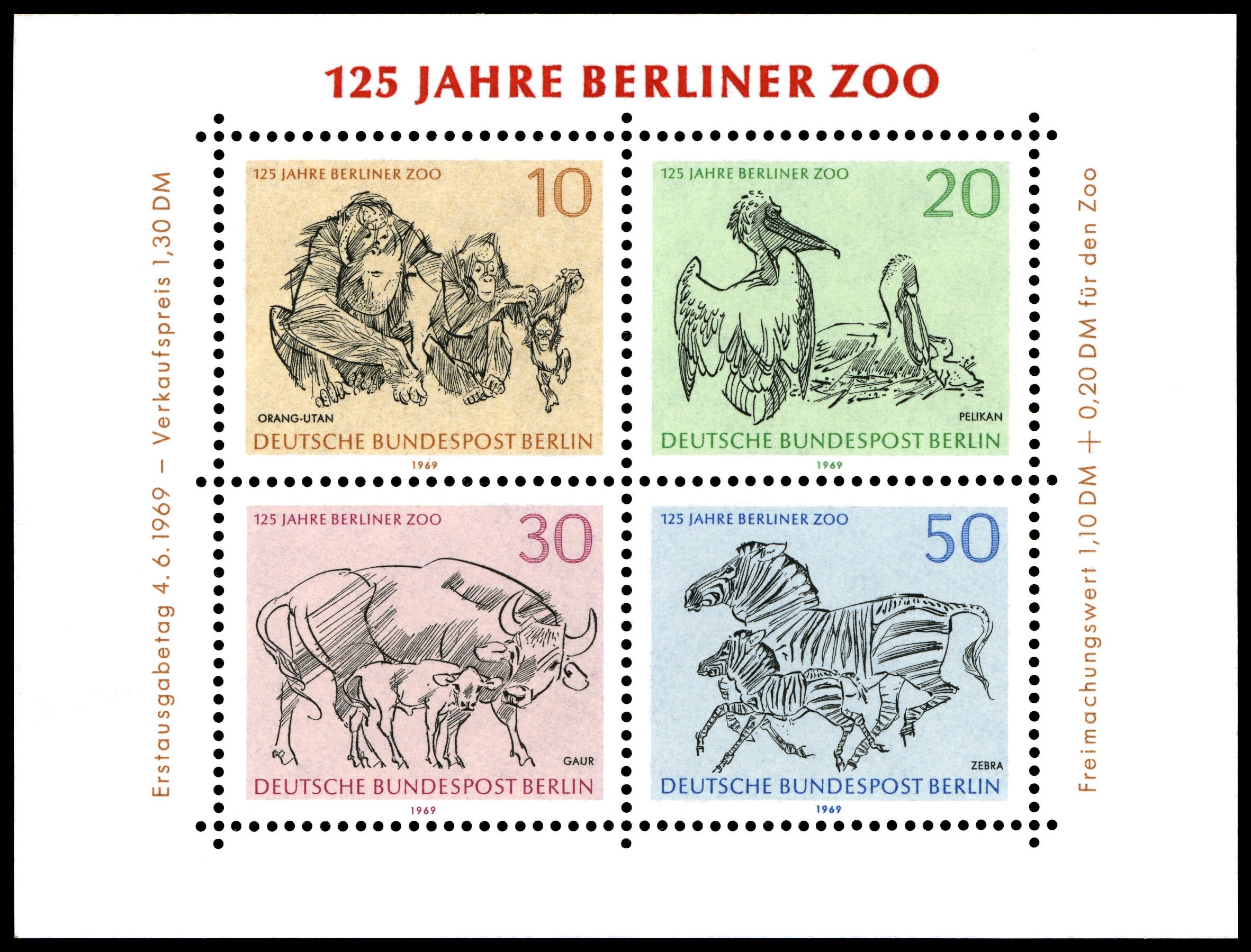
125 Jahre Berliner Zoo: Bélyeg 1969-ből